# Hyaenosa
Hyaenosa es un género de arañas araneomorfas de la familia Lycosidae. Se encuentra en África y Asia.

## Lista de especies
Según The World Spider Catalog 12.0:
- Hyaenosa clarki (Hogg, 1912)
- Hyaenosa effera (O. Pickard-Cambridge, 1872)
- Hyaenosa invasa Savelyeva, 1972
- Hyaenosa ruandana Roewer, 1960
- Hyaenosa strandi Caporiacco, 1940